# ژاک ورنیه
ژاک ورنیه (به فرانسوی: Jacques Vergnes‎؛ ۲۱ ژوئیهٔ ۱۹۴۸ – ۲۸ ژوئن ۲۰۲۵) بازیکن فوتبال اهل فرانسه بود.
از جمله باشگاه‌هایی که وی در آن‌ها سابقه‌ی بازی دارد، می‌توان به باشگاه فوتبال مون‌پلیه، و باشگاه فوتبال استاد رنس، باشگاه فوتبال استراسبورگ، باشگاه فوتبال بوردو، باشگاه فوتبال باستیا و باشگاه فوتبال نیم المپیک اشاره کرد.
وی همچنین در تیم ملی فوتبال فرانسه بازی کرده‌است.

ورنیه، در ۲۸ ژوئن ۲۰۲۵، در سن ۷۶ سالگی درگذشت.